# Thripadectes melanorhynchus
Thripadectes melanorhynchus là một loài chim trong họ Furnariidae.